# Коронавірусна хвороба 2019 в Абхазії
Спалах коронавірусної хвороби 2019 у Абхазії — це поширення пандемії коронавірусної хвороби 2019 на територію тимчасово окупованої військами РФ самопроголошеної республіки Абхазія, що є частиною Грузії. Перший випадок зареєстровано 29 березня 2020 року у жительки Гальського району, яка проходила лікування в Грузії.

## Хронологія поширення

### Березень 2020
За повідомленням оперативного штабу із захисту населення від коронавірусної інфекції, жителька регіону прибула з Москви 29 березня до летовища Сочі. Того ж дня вона в'їхала через кордон до Абхазії по річці Псоу в супроводі родичів, на особистому автомобілі племінника, та прибула до місця постійного проживання в село Аберкит Гальського району. Того ж дня увечері у зв'язку з погіршенням стану здоров'я її госпіталізували в Грузії поза межами сепаратистської республіки, де 30 березня та повторно 2 квітня 2020 року підтверджений діагноз коронавірусної інфекції. Усі особи, які контактували з хворою, перевірені на інфікування коронавірусом та ізольовані, і за повідомленням абхазького міністерства охорони здоров'я, ніхто з цих 11 осіб не інфікувався коронавірусом.

### Квітень 2020
7 квітня 2020 року міністр охорони здоров'я та соціального забезпечення самопроголошеної республіки Тамаз Цахнакія повідомив про першого пацієнта з позитивним тестом на COVID — 19 безпосередньо на території Абхазії. Ним став житель міста Гагра, який повернувся з Москви 29 березня 2020 року тим самим авіарейсом Москва — Сочі, яким прибула й перша виявлена хвора жителька Абхазії. Хворого госпіталізували до Гудаутської центральної районної лікарні, яка була визначена резервним госпіталем для ймовірних хворих коронавірусною інфекцією. Встановлені всі особи, з якими контактував хворих після прибуття до Абхазії, а всі жителі 8-поверхового будинку, в якому він мешкав, тимчасово ізольовані в своїх квартирах.
8 квітня 2020 року коронавірусна інфекція підтвердилась у члена сім'ї хворого. Згідно повідомлення оперативного штабу із захисту населення від коронавірусної інфекції, обидва хворих перебувають під наглядом лікарів у Гудаутській центральній районній лікарні, та отримують необхідне медикаментозне лікування. Стан першого пацієнта лікарі у цей день оцінювали як середньоважкий із незначною позитивною динамікою, другого як відносно задовільний.
11 квітня 2020 року оперативний штаб із захисту населення від коронавірусної інфекції повідомив, що за останню добу пройшли тест на коронавірус 5 осіб, з яких у 4 від'ємний результат. Позитивний результат тесту на коронавірус виявлений у одного чоловіка, який контактував з двома першими хворими. Ним став житель міста Гагра, 1925 року народження.
26 квітня в Гудауті була підтверджена перша смерть від коронавірус. Хворий став третім підтвердженим випадком у невизнаній республіці ще 11 квітня.

### Травень 2020 року
8 травня було підтверджено ще чотири випадки, всі вони були курсантами російських військових училищ, які прибули в Сухумі за кілька днів до цього і перебували на карантині, в результаті чого загальна кількість підтверджених випадків склала 7. Наступного дня було підтверджено ще 2 випадки, обидва також були курсантами, що довело загальну кількість до 9. 11 травня було підтверджено ще один випадок, загальна кількість випадків зросла до 10. 12 травня було підтверджено ще 3 випадки, загальну кількість зросла до 13. 13 травня було підтверджено ще 2 випадки, загальну кількість випадків хвороби зросла до 15.
14 травня було підтверджено ще два випадки, один – у ще одного курсанта з Росії, а інший – у військовослужбовця з Дагестану, дислокованого в Гудауті, внаслідок чого загальна кількість випадків склала 17. 17 травня у всієї сім'ї з 3 осіб позитивний позитивний результат тестування на коронавірус в Сухумі, загальну кількість до 20. 19 травня ще в 4 осіб підтверджено позитивний результат тестування, усі вони були курсантами російських військових училищ, які нещодавно повернулися до Абхазії, загальна кількість хворих зросла до 24. 20 травня було підтверджено ще один випадок у курсанта російської військової академії, загальну кількість хворих зросла до 25. 22 травня було підтверджено ще 3 випадки хвороби, усі у курсантів російських військових академій, загальна кількість випадків зросла до 28.

### Червень-серпень 2020 року
Станом на 9 червня було виявлено 36 випадків хвороби, 8 із яких були госпіталізовані.
1 серпня влада Абхазії знову відкрила кордон з Росією. У наступні тижні рівень зараження зріс з 32 наприкінці липня до 121 на 18 серпня.

### Вересень-жовтень 2020 року
3 вересня 2020 року перший випадок хвороби виявлений у Ткварчельському районі Абхазії.
Станом на 17 вересня в Абхазії COVID-19 заразилися 782 особи, 7 з яких померли.
У жовтні міністр оборони Абхазії Володимир Ануа попросив Росію розгорнути в Абхазії військово-польовий госпіталь для боротьби з епідемією хвороби. Прохання було задоволено.

### Листопад-грудень 2020 року
Під час візиту до Москви президент Абхазії Аслан Бжанія зустрівся з колишнім президентом Республіки Адигея Хазретом Совменом. Совмен пообіцяв Абхазії 50 мільйонів рублів на боротьбу з коронавірусом.
Під час чергового візиту до Москви президент Абхазії Аслан Бжанія домігся відправки в Абхазію партії російської вакцини «Спутник V».

### Січень-лютий 2021 року
У січні 2021 року на російську військову базу в Абхазії було доставлено 500 доз дводозової вакцини проти COVID-19 «Спутник V».
На початку лютого 2021 року депутат Народних зборів Абхазії оголосив, що «Спутник V» прибуде до Абхазії в лютому або березні 2021 року.

## Реакція органів влади
4 лютого 2020 року за дорученням виконуючого обов'язки президента самопроголошеної республіки Валерія Бганби на міжвідомчій оперативній нараді представники міністерства освіти, міністерства надзвичайних ситуацій, служби безпеки та міграційної служби Абхазії обговорили ситуацію із захворюваністю сезонним грипом та ГРВІ, а також обмежувальні заходи для попередження проникнення коронавіруса на територію Абхазії. Головний санітарний лікар Абхазії Людмила Скорик повідомила, що за підсумками наради прийнято рішення з 4 лютого ввести карантин на прикордонних постах «Псоу» та «Інгур», а також заборонити в'їзд до Абхазії мігрантам та особам, які до них прирівнюються.
25 лютого на нараді у виконуючого обов'язки президента самопроголошеної республіки Валерія Бганби міністр охорони здоров'я та соціального забезпечення Тамаз Цахнакія повідомив, що випадки інфікування коронавірусом зафіксовані у більш ніж 30 країнах світу, зокрема в 10 країнах європейського регіону. За підсумками наради заявлено, що прийняті 4 лютого 2020 року заходи з обмеження в'їзду на територію Абхазії іноземних громадян, за виключенням громадян Росії, будуть продовжені до 7 квітня.
26 лютого 2020 року міністерство закордонних справ самопроголошеної республіки закликало громадян Абхазії утриматися від відвідування країн, у яких зафіксовані випадки інфікування коронавірусною інфекцією (COVID-19). Також міністерство закордонних справ самопроголошеної республіки рекомендувало представникам органів влади та громадських організацій самопроголошеної республіки призупинити здійснення робочих візитів до країн. у яких зареєстровані випадки коронавірусної інфекції.
27 лютого 2020 року в Абхазії створений міжвідомчий штаб з протидії поширенню коронавірусної інфекції. До складу штабу увійшли представники міністерства охорони здоров'я та надзвичайних ситуацій, служби безпеки, генеральної прокуратури самопроголошеної республіки, про що повідомила прес-служба міністерства охорони здоров'я та соціального забезпечення Абхазії.
3 березня 2020 року згідно наказу міністра охорони здоров'я та соціального забезпечення Абхазії Тамаза Цахнакії створена та розпочала працювати цілодобова гаряча телефонна лінія для населення з питань профілактики та протидії розповсюдження коронавірусної інфекції в самопроголошеній республіці.
6 березня 2020 року штаб із захисту населення від коронавірусної інфекції рекомендував організаціям не проводити в Абхазії масових заходів.
13 березня 2020 виконувач обов'язків президента Абхазії Валерій Бганба доручив провести заходи для закриття кордону самопроголошеної республіки по річці Інгурі з 14 березня. 31 березня Валерій Бганба підписав розпорядження про введення комендантської години на території Гальского району. 7 квітня Бганба підписав розпорядження про закриття державного кордону по річці Псоу для всіх категорій громадян з 00:00, 8 квітня до 20 квітня 2020 року.
8 квітня Валерій Бганба підписав розпорядження про введення комендантської години на території Гагрського району.
9 квітня Бганба підписав декрет пр введення додаткових обмежувальних на території Абхазії та встановлення адміністративної відповідальності за їх порушення. Згідно декрету на всій території самопроголошеної республіки вводяться додаткові обмежувальні заходи, які передбачають заборону знахождення на вулицях, набережних, площах, у парках, скверах або інших громадських місцях на період з 00 годин 00 хвилин 11 квітня до закінчення режиму надзвичайного стану, за виключенням окремих випадків виробничої або соціальної необхідності.

## Реакція
Абхазія — територія, окупована російськими військами, яка оголосила в односторонньому свою незалежність, що визнається Росією та ще кількома країнами як незалежна держава. Більшістю країн світу вона визнається як територія Грузії, разом із іншою самопроголошеною республікою Південною Осетією, що також окупована російськими військами. На початку пандемії керівництво Грузії закликали ВООЗ та інші міжнародні організації надавати підтримку людям, які проживають у цих двох сепаратистських регіонах, та запевнили, що влада Грузії не буде перекривати в'їзд та виїзд з цих регіонів. На відміну від Південної Осетії, Абхазія певною мірою співпрацювала з Грузією, дозволяючи десяткам людей користуватися медичними послугами на підконтрольній Тбілісі території, а також з міжнародними організаціями, а Програма розвитку ООН надавала вкрай необхідні основні медичні засоби та дезінфікуючі засоби. Росія поставила близько 500 наборів для тестування на COVID-19, і направила військових для підтримки дезінфекції громадських місць. Комендантська година діяла майже місяць, але була послаблена наприкінці квітня 2020 року.
За даними Міжнародної кризової групи, ситуація в Абхазії має кілька вразливих місць. Абхазія має слабку інфраструктуру та недостатньо оснащених медичних закладів, тут не вистачає медичних працівників, а ще старіюче населення, що складає майже 20 % жителів старше 60 років. Майже 80 % медичного персоналу самі знаходяться в групі високого ризику, оскільки їм 60 років і більше.